# 軟鼻毛口鯰
軟鼻毛口鯰，為輻鰭魚綱鯰形目甲鯰科的其中一種，為熱帶淡水魚，分布於南美洲秘魯Maranon與Cajamarca河流域，體長可達6.8公分，棲息在高海拔溪流底層水域，生活習性不明。

## 扩展阅读
維基物種上的相關：軟鼻毛口鯰